# Long Beach ePrix 2015
Der Long Beach ePrix 2015 (offiziell: 2015 FIA Formula E Long Beach ePrix) fand am 4. April auf dem Long Beach Grand Prix Circuit in Long Beach, USA statt und war das sechste Rennen der FIA-Formel-E-Meisterschaft 2014/15. Es handelte sich um den ersten Long Beach ePrix und um das zweite Rennen der FIA-Formel-E-Meisterschaft in Nordamerika.

## Bericht

### Hintergrund
Nach dem Miami ePrix führte Nicolas Prost in der Fahrerwertung mit sieben Punkten Vorsprung auf Lucas di Grassi und mit 15 Punkten vor Sam Bird. Alle drei Fahrer hatten zuvor jeweils einen ePrix gewonnen. In der Teamwertung hatte e.dams 31 Punkte Vorsprung auf Audi Sport Abt und 32 Punkte Vorsprung auf Virgin.
Sam Bird, Nelson Piquet jr. und Jean-Éric Vergne erhielten einen sogenannten FanBoost, sie durften im Rennen die Leistung jedes ihrer beiden Wagen für maximal fünf Sekunden von 150 kW (204 PS) auf 180 kW (245 PS) erhöhen. Für Vergne war dies der vierte FanBoost in seinem vierten Rennen. Bird und Piquet erhielten jeweils ihren ersten FanBoost.
Vor dem Rennen wurde der Modus des freien Trainings geändert, aufgrund der Aufladezeit der Batterien fand dieses nun in drei Einheiten zu je 25 Minuten statt.

### Training
Piquet war im ersten freien Training mit einer Rundenzeit von 59,723 Sekunden vor Bruno Senna und Scott Speed. Kurz vor Ende des Trainings schlug Daniel Abt mit seinem Fahrzeug in die Streckenbegrenzung ein, das Training wurde daraufhin abgebrochen. Im zweiten freien Training fuhr di Grassi in 57,305 Sekunden die schnellste Runde, gefolgt von Sébastien Buemi und Prost. Erneut gab es eine Trainingsunterbrechung, da Vergne gegen die Streckenbegrenzung prallte und dabei sein Fahrzeug schwer beschädigte. Im dritten freien Training war di Grassi in 57,293 Sekunden erneut der Schnellste vor Vergne und Prost.

### Qualifying
Das Qualifying begann um 12:00 Uhr und fand in vier Gruppen zu je fünf Fahrern statt, jede Gruppe hatte 10 Minuten Zeit, eine schnelle Runde zu setzen. Buemi erzielte mit einer Rundenzeit von 56,583 Sekunden die Pole-Position vor Abt und Prost. Vitantonio Liuzzi schlug bei seinem ersten Versuch, eine schnelle Runde zu erzielen, in die Streckenbegrenzung ein. Das Qualifying musste daher unterbrochen werden, Liuzzi verpasste die 110-Prozent-Zeit und qualifizierte sich nicht für das Rennen. Buemis schnellste Rundenzeit wurde jedoch gestrichen, da er zu viel Energie verbraucht hat, er startete von Platz zehn. Somit erzielte Abt seine erste Pole-Position, auch für das Abt-Team war es die erste Pole-Position. Auch António Félix da Costa verbrauchte zu viel Energie, so dass seine schnellste Rundenzeit gestrichen wurde. Er fiel dadurch von Platz sechs auf Platz sieben zurück.

### Rennen
Das Rennen ging über 39 Runden. Vor dem Rennen gab es keine Einführungsrunde, die Fahrzeuge standen in der Startaufstellung zwei Reihen hinter ihren eigentlichen Positionen und rollten vor dem Start auf diese vor.
Abt hatte beim Start durchdrehende Reifen, Prost startete jedoch noch schlechter. So ging Piquet beim Anbremsen der ersten Kurve auf der Innenseite in Führung. Vergne überholte di Grassi und griff Prost an, dabei kam es zu einer Berührung der beiden Fahrzeuge. Mit Prost, di Grassi, Speed, Buemi, Bird, Senna, Pic, Chandhok und Liuzzi ließen eine ganze Reihe von Fahrern die erste Schikane aus, Strafen wurden jedoch keine ausgesprochen. Dabei kam es zu einer Berührung von Buemi und Bird, bei der die rechte Vorderradaufhängung bei Birds Wagen beschädigt wurde. Bird fuhr in langsamer Fahrt an die Box und wechselte dort das Fahrzeug. Am Ende der ersten Runde führte Piquet vor Abt, Prost, Vergne, di Grassi, Speed, Buemi, da Costa, Jérôme D’Ambrosio und Stéphane Sarrazin.
Piquet konnte sich an der Spitze absetzen, Prost lag unmittelbar hinter Abt, dahinter lag Vergne bereits rund zwei Sekunden zurück. In Runde vier schlug Speed nach einem Fahrfehler in Kurve zwei in die Streckenbegrenzung ein und schied aus. Zur Bergung des Fahrzeuges wurde das Safety Car auf die Strecke geschickt.
Das Rennen wurde am Ende von Runde sieben wieder freigegeben. Vergne nutzte seinen FanBoost, um beim Anbremsen der ersten Kurve an Prost vorbeizugehen. Prost verlor viel Schwung, so dass di Grassi beim Anbremsen von Kurve drei an ihm vorbeiging, auch Buemi griff ihn an, Prost konnte den Angriff jedoch verteidigen und da Costa ging kurzzeitig an Buemi vorbei. Es gelang Buemi, wieder an da Costa vorbeizugehen. Da Costa wurde daraufhin auch von D’Ambrosio angegriffen, blieb aber vor ihm. Beim Anbremsen von Kurve sieben ging Charles Pic an Loïc Duval vorbei. Er bremste jedoch zu spät, so dass er mit Jarno Trulli kollidierte. Für Trulli war das Rennen somit beendet, Pic fuhr zu einem Reparaturstopp an die Box. Bruno Senna ging auf der Start-Ziel-Geraden an Sarrazin vorbei und lag nun auf Platz zehn. Das Safety Car wurde zur Bergung von Trullis Wagen erneut auf die Strecke geschickt.
Am Ende der elften Runde wurde das Rennen wieder freigegeben. Buemi ging vor Kurve fünf an seinem Teamkollegen Prost vorbei, beim Anbremsen von Kurve sieben ging auch da Costa an Prost vorbei. Di Grassi setzte Vergne unter Druck, hinter ihm fuhr Buemi die bis dahin schnellste Runde des Rennens. Bird, zu diesem Zeitpunkt Letzter, nutzte seinen FanBoost, um eine neue schnellste Rennrunde zu erzielen. Da er sein Fahrzeug bereits am Ende der ersten Runde gewechselt hatte, war abzusehen, dass er auf diese Weise die zwei Bonuspunkte erlangen wollte, da er das Rennen nicht würde beenden können.
Piquet setzte sich vorne um drei Sekunden ab, dahinter lagen Abt, Vergne, di Grassi und Buemi unmittelbar hintereinander. Da Costa lag weitere drei Sekunden dahinter auf Rang sechs. In Runde 21 überholte D’Ambrosio Prost, beim Anbremsen von Kurve sieben rammte Prost D’Ambrosio und ging wieder an ihm vorbei, auch Senna überholte D’Ambrosio.
Am Ende der Runde gingen Abt und Sarrazin zum Fahrzeugwechsel an die Box. Die Mindestzeiten für den Fahrzeugwechsel betrug 82 Sekunden. In der folgenden Runde gingen Piquet, Vergne, Buemi, di Grassi, da Costa, Prost, D’Ambrosio, Heidfeld, Chandhok und Liuzzi ebenfalls zum Fahrzeugwechsel an die Box, Senna übernahm die Führung vor Dúran, Duval, Jaime Alguersuari und Pic. Diese Fahrer gingen am Ende von Runde 23 ebenfalls zum Fahrzeugwechsel an die Box. Vergne nutzte seinen FanBoost unmittelbar nach dem Boxenstopp, um sich gegen Abt zu verteidigen, an dem er durch den Boxenstopp vorbeigekommen war. Nach den Boxenstopps führte Piquet vor Vergne, Abt, di Grassi, Buemi, Senna, Prost, Heidfeld, D’Ambrosio und Sarrazin. Bird gab am Ende von Runde 23 das Rennen auf, die Energie seines Fahrzeuges war verbraucht. Da Costa war bei seinem Boxenstopp mehr als acht Sekunden über der Mindestzeit geblieben, er fiel so aus den Top 10 hinaus.
Pic erhielt für das Verursachen des Unfalls mit Trulli eine Durchfahrtstrafe. Abt erhielt ebenfalls eine Durchfahrtstrafe, da er zu viel Energie verbraucht hatte, die gleiche Strafe erhielt Prost für die Kollision mit D’Ambrosio. Abt fiel auf Platz 14, Prost auf Platz 15 und Pic auf Platz 16 zurück. Buemi erhielt eine Verwarnung, da er in der Boxengasse neben di Grassi gefahren war und einen dort stehenden Leitkegel auf der falschen Seite umfahren hatte.
Piquet und Vergne lagen mit deutlichem Abstand auf den ersten beiden Positionen, dahinter lagen di Grassi und Buemi, jedoch konnte Senna auf beide aufholen. Mit deutlichem Abstand folgten Heidfeld, D’Ambrosio, Sarrazin, da Costa und Alguersuari. Prost fuhr im hinteren Feld die schnellste Rennrunde. D’Ambrosio griff in Runde 36 Heidfeld an. Dabei berührten sich die Fahrzeuge, Heidfeld drehte sich und schlug rückwärts in die dort stehenden Reifenstapel ein. Er fiel auf Rang elf zurück, konnte das Rennen aber mit einem beschädigten Heckspoiler fortsetzen.
Piquet gewann das Rennen vor Vergne und di Grassi. Die Top 10 komplettierten Buemi, Senna, D’Ambrosio, da Costa, Alguersuari, Duval und Sarrazin. Es war Piquets erster Sieg, er war damit der sechste Sieger im sechsten Rennen. Er gewann seinen ersten ePrix auf der gleichen Strecke, auf der sein Vater Nelson Piquet fast auf den Tag genau 35 Jahre zuvor mit dem Großen Preis der USA West 1980 seinen ersten Formel-1-Grand-Prix gewonnen hatte. Vergne erzielte mit Platz zwei seine erste und di Grassi mit Platz drei seine vierte Podestplatzierung. Die zwei Punkte für die schnellste Rennrunde gingen an Prost.
Di Grassi übernahm wieder die Führung in der Fahrerwertung vor Piquet und Prost. Audi Sport Abt konnte den Vorsprung von e.dams in der Teamwertung leicht verkürzen, Virgin blieb auf Rang drei.

## Meldeliste
Alle Teams und Fahrer verwendeten das Fahrzeug Spark-Renault SRT_01E und Reifen von Michelin.
| Team                              | Nr. | Fahrer                 |
| --------------------------------- | --- | ---------------------- |
| Virgin Racing Formula E Team      | 2   | Sam Bird               |
| Virgin Racing Formula E Team      | 3   | Jaime Alguersuari      |
| Mahindra Racing Formula E Team    | 5   | Karun Chandhok         |
| Mahindra Racing Formula E Team    | 21  | Bruno Senna            |
| Dragon Racing Formula E Team      | 6   | Loïc Duval             |
| Dragon Racing Formula E Team      | 7   | Jérôme D’Ambrosio      |
| Team e.dams Renault               | 8   | Nicolas Prost          |
| Team e.dams Renault               | 9   | Sébastien Buemi        |
| Trulli Formula E Team             | 10  | Jarno Trulli           |
| Trulli Formula E Team             | 18  | Vitantonio Liuzzi      |
| Audi Sport ABT Formula E Team     | 11  | Lucas di Grassi        |
| Audi Sport ABT Formula E Team     | 66  | Daniel Abt             |
| Venturi Formula E Team            | 23  | Nick Heidfeld          |
| Venturi Formula E Team            | 30  | Stéphane Sarrazin      |
| Andretti Autosport Formula E Team | 27  | Jean-Éric Vergne       |
| Andretti Autosport Formula E Team | 28  | Scott Speed            |
| Amlin Aguri                       | 55  | António Félix da Costa |
| Amlin Aguri                       | 77  | Salvador Durán         |
| China Racing Formula E Team       | 88  | Charles Pic            |
| China Racing Formula E Team       | 99  | Nelson Piquet jr.      |

Quelle: 

## Klassifikationen

### Qualifying
| 01                                                                     | Daniel Abt             | Audi Sport ABT Formula E Team     | 0:56,937 | 01 |
| 02                                                                     | Nicolas Prost          | Team e.dams Renault               | 0:56,944 | 02 |
| 03                                                                     | Nelson Piquet jr.      | China Racing Formula E Team       | 0:56,974 | 03 |
| 04                                                                     | Lucas di Grassi        | Audi Sport ABT Formula E Team     | 0:57,083 | 04 |
| 05                                                                     | Jean-Éric Vergne       | Andretti Autosport Formula E Team | 0:57,106 | 05 |
| 06                                                                     | Scott Speed            | Andretti Autosport Formula E Team | 0:57,156 | 06 |
| 07                                                                     | António Félix da Costa | Amlin Aguri                       | 0:57,182 | 07 |
| 08                                                                     | Jérôme D’Ambrosio      | Dragon Racing Formula E Team      | 0:57,184 | 08 |
| 09                                                                     | Stéphane Sarrazin      | Venturi Formula E Team            | 0:57,261 | 09 |
| 10                                                                     | Sébastien Buemi        | Team e.dams Renault               | 0:57,288 | 10 |
| 11                                                                     | Sam Bird               | Virgin Racing Formula E Team      | 0:57,304 | 11 |
| 12                                                                     | Bruno Senna            | Mahindra Racing Formula E Team    | 0:57,347 | 12 |
| 13                                                                     | Jarno Trulli           | Trulli Formula E Team             | 0:57,417 | 13 |
| 14                                                                     | Jaime Alguersuari      | Virgin Racing Formula E Team      | 0:57,449 | 14 |
| 15                                                                     | Nick Heidfeld          | Venturi Formula E Team            | 0:57,508 | 15 |
| 16                                                                     | Charles Pic            | China Racing Formula E Team       | 0:57,818 | 16 |
| 17                                                                     | Loïc Duval             | Dragon Racing Formula E Team      | 0:57,905 | 17 |
| 18                                                                     | Karun Chandhok         | Mahindra Racing Formula E Team    | 0:57,921 | 18 |
| 19                                                                     | Salvador Durán         | Amlin Aguri                       | 0:57,950 | 19 |
| 110-Prozent-Zeit: 1:02,630 min (bezogen auf Bestzeit von 0:56,937 min) |                        |                                   |          |    |
| 20                                                                     | Vitantonio Liuzzi      | Trulli Formula E Team             | 1:12,813 | 20 |

Quellen: 
Anmerkungen
1. ↑  Die schnellste Runde von António Félix da Costa wurde gestrichen, da er zu viel Energie verbraucht hatte.
2. ↑  Die schnellste Runde von Sébastien Buemi wurde gestrichen, da er zu viel Energie verbraucht hatte.
3. ↑  Vitantonio Liuzzi qualifizierte sich nicht für das Rennen. Ihm wurde dennoch erlaubt, vom letzten Startplatz zu starten.

### Rennen
| Pos. | Fahrer                 | Team                              | Runden | Zeit      | Start | Schnellste Runde |
| ---- | ---------------------- | --------------------------------- | ------ | --------- | ----- | ---------------- |
| 01   | Nelson Piquet jr.      | China Racing Formula E Team       | 39     | 46:01,971 | 03    | 0:59,400 (32.)   |
| 02   | Jean-Éric Vergne       | Andretti Autosport Formula E Team | 39     | + 1,705   | 05    | 0:59,574 (28.)   |
| 03   | Lucas di Grassi        | Audi Sport ABT Formula E Team     | 39     | + 2,994   | 04    | 0:59,731 (24.)   |
| 04   | Sébastien Buemi        | Team e.dams Renault               | 39     | + 3,518   | 10    | 0:59,610 (28.)   |
| 05   | Bruno Senna            | Mahindra Racing Formula E Team    | 39     | + 8,884   | 12    | 0:59,459 (27.)   |
| 06   | Jérôme D’Ambrosio      | Dragon Racing Formula E Team      | 39     | + 13,460  | 08    | 0:59,583 (19.)   |
| 07   | António Félix da Costa | Amlin Aguri                       | 39     | + 16,171  | 07    | 0:59,530 (27.)   |
| 08   | Jaime Alguersuari      | Virgin Racing Formula E Team      | 39     | + 17,975  | 14    | 0:59,631 (29.)   |
| 09   | Loïc Duval             | Dragon Racing Formula E Team      | 39     | + 18,436  | 17    | 0:59,239 (31.)   |
| 10   | Stéphane Sarrazin      | Venturi Formula E Team            | 39     | + 20,418  | 09    | 0:59,768 (27.)   |
| 11   | Nick Heidfeld          | Venturi Formula E Team            | 39     | + 21,326  | 15    | 0:59,791 (25.)   |
| 12   | Karun Chandhok         | Mahindra Racing Formula E Team    | 39     | + 32,917  | 18    | 1:00,133 (35.)   |
| 13   | Vitantonio Liuzzi      | Trulli Formula E Team             | 39     | + 38,592  | 20    | 0:59,956 (31.)   |
| 14   | Nicolas Prost          | Team e.dams Renault               | 39     | + 42,375  | 02    | 0:58,973 (34.)   |
| 15   | Daniel Abt             | Audi Sport ABT Formula E Team     | 39     | + 44,361  | 01    | 0:59,747 (15.)   |
| 16   | Charles Pic            | China Racing Formula E Team       | 39     | + 58,125  | 16    | 0:59,379 (33.)   |
| —    | Salvador Durán         | Amlin Aguri                       | 27     | DNF       | 19    | 1:00,252 (26.)   |
| —    | Sam Bird               | Virgin Racing Formula E Team      | 22     | DNF       | 11    | 0:59,241 (13.)   |
| —    | Jarno Trulli           | Trulli Formula E Team             | 17     | DNF       | 13    | 1:01,409 (3.)    |
| —    | Scott Speed            | Andretti Autosport Formula E Team | 3      | DNF       | 06    | 1:00,810 (3.)    |

Quelle: 

## Meisterschaftsstände nach dem Rennen
Die ersten zehn des Rennens bekamen 25, 18, 15, 12, 10, 8, 6, 4, 2 bzw. 1 Punkt(e). Zusätzlich gab es drei Punkte für die Pole-Position und zwei Punkte für die schnellste Rennrunde.

### Fahrerwertung
| Pos. | Fahrer                 | Team                              | Punkte |
| ---- | ---------------------- | --------------------------------- | ------ |
| 01   | Lucas di Grassi        | Audi Sport ABT Formula E Team     | 75     |
| 02   | Nelson Piquet jr.      | China Racing Formula E Team       | 74     |
| 03   | Nicolas Prost          | Team e.dams Renault               | 69     |
| 04   | Sébastien Buemi        | Team e.dams Renault               | 55     |
| 05   | Sam Bird               | Virgin Racing Formula E Team      | 52     |
| 06   | António Félix da Costa | Amlin Aguri                       | 43     |
| 07   | Jérôme D’Ambrosio      | Dragon Racing Formula E Team      | 42     |
| 08   | Jean-Éric Vergne       | Andretti Autosport Formula E Team | 32     |
| 09   | Jaime Alguersuari      | Virgin Racing Formula E Team      | 30     |
| 10   | Bruno Senna            | Mahindra Racing Formula E Team    | 28     |
| 11   | Daniel Abt             | Audi Sport ABT Formula E Team     | 22     |
| 12   | Franck Montagny        | Andretti Autosport Formula E Team | 18     |
| 13   | Scott Speed            | Andretti Autosport Formula E Team | 18     |
| 14   | Karun Chandhok         | Mahindra Racing Formula E Team    | 18     |
| 15   | Oriol Servià           | Dragon Racing Formula E Team      | 16     |

| Pos. | Fahrer            | Team                                                          | Punkte |
| ---- | ----------------- | ------------------------------------------------------------- | ------ |
| 16   | Jarno Trulli      | Trulli Formula E Team                                         | 12     |
| 17   | Charles Pic       | Andretti Autosport Formula E Team China Racing Formula E Team | 12     |
| 18   | Loïc Duval        | Dragon Racing Formula E Team                                  | 8      |
| 19   | Nick Heidfeld     | Venturi Formula E Team                                        | 5      |
| 20   | Stéphane Sarrazin | Venturi Formula E Team                                        | 4      |
| 21   | Takuma Satō       | Amlin Aguri                                                   | 2      |
| 22   | Salvador Durán    | Amlin Aguri                                                   | 1      |
| 23   | Ho-Pin Tung       | China Racing Formula E Team                                   | 0      |
| 24   | Antonio García    | China Racing Formula E Team                                   | 0      |
| 25   | Michela Cerruti   | Trulli Formula E Team                                         | 0      |
| 26   | Marco Andretti    | Andretti Autosport Formula E Team                             | 0      |
| 27   | Vitantonio Liuzzi | Trulli Formula E Team                                         | 0      |
| 28   | Matthew Brabham   | Andretti Autosport Formula E Team                             | 0      |
| 29   | Katherine Legge   | Amlin Aguri                                                   | 0      |

### Teamwertung
| Pos. | Team                              | Punkte |
| ---- | --------------------------------- | ------ |
| 01   | Team e.dams Renault               | 124    |
| 02   | Audi Sport ABT Formula E Team     | 97     |
| 03   | Virgin Racing Formula E Team      | 82     |
| 04   | Andretti Autosport Formula E Team | 80     |
| 05   | China Racing Formula E Team       | 74     |

| Pos. | Team                           | Punkte |
| ---- | ------------------------------ | ------ |
| 06   | Dragon Racing Formula E Team   | 66     |
| 07   | Amlin Aguri                    | 46     |
| 08   | Mahindra Racing Formula E Team | 46     |
| 09   | Trulli Formula E Team          | 12     |
| 10   | Venturi Formula E Team         | 9      |